# Sørøyane
Die Inselgruppe der Sørøyane (deutsch „Südinseln“)  liegt südwestlich von Ålesund an der westnorwegischen Küste im Fylke Møre og Romsdal.
Zu den Sørøyane gehören die bewohnten Inseln Leinøya, Bergsøya, Nerlandsøya, Remøya, Herøya und Runde sowie die unbewohnten Inseln Skorpa und Svinøya. Hinzu kommt noch eine große Vielzahl an Holmen und Schären.
Die Inselgruppe gehört zur Kommune Herøy, die von der Ortschaft Fosnavåg aus verwaltet wird.